# Fondation Friedrich-Naumann
Pour les articles homonymes, voir FNF.
 (février 2025).
Si vous disposez d'ouvrages ou d'articles de référence ou si vous connaissez des sites web de qualité traitant du thème abordé ici, merci de compléter l'article en donnant les références utiles à sa vérifiabilité et en les liant à la section « Notes et références ».
La fondation Friedrich-Naumann pour la Liberté (allemand : Friedrich-Naumann-Stiftung für die Freiheit, FNF) est une fondation allemande en faveur des politiques libérales. Fondée en 1958 par Theodor Heuss, le premier président de la République fédérale d’Allemagne, elle promeut les libertés individuelles et le libéralisme.  

## Activités
La Fondation poursuit les idéaux du théologien protestant Friedrich Naumann (1860-1919). Au début du siècle dernier, cet important penseur et politicien libéral allemand a soutenu résolument l'idée de l’éducation civique. Naumann pensait  que des citoyens instruits et informés politiquement étaient indispensables au bon fonctionnement d'une démocratie. Selon lui, l’éducation civique est une condition préalable à la participation politique et donc à la démocratie. À cet égard, la Fondation se positionne en faveur du libéralisme organisé qu'elle promeut au travers de l’éducation civique, des dialogues politiques internationaux, et de conseils politiques. La Fondation a de nombreux bureaux en Europe, Afrique, Amérique et Asie. Elle entretient aussi des liens étroits avec le parti libéral-démocrate (FDP) et l'Internationale libérale (LI) d’Allemagne. 
Alors que les activités de la Fondation dans le domaine de l’éducation civique consistent en des séminaires, des conférences et des publications visant à promouvoir les valeurs et les principes libéraux, le programme de dialogue politique international fournit un forum de discussion pour une grande variété de problèmes libéraux. Les programmes de conseil de la Fondation se focalisent sur les candidats à des mandats politiques, sur les partis politiques libéraux et sur d'autres organisations démocratiques. 
La fondation Friedrich-Naumann, de même que d'autres fondations de diverses orientations philosophiques, politiques et idéologiques, ainsi que la Studienstiftung des deutschen Volkes (non politique) promeuvent l'excellence académique dans le système universitaire allemand par l'attribution de bourses d'études subventionnées par le gouvernement fédéral d'Allemagne. En 2009, la Fondation soutenait environ 800 étudiants, dont 175 doctorants. Les bourses sont remises au terme d'un processus de sélection basé sur les résultats académiques, les lettres de recommandation, la personnalité, l'implication politique et sociale du candidat en faveur de valeurs libérales, ainsi que sur des entretiens avec des membres de la Fondation. Environ 20 % des bourses d'études sont décernées à des étudiants étrangers qui poursuivent leur cursus universitaire en Allemagne.  